# Fawcett City
Fawcett City é uma cidade fictícia onde mora Billy Batson, o alter-ego do super-herói da DC Comics, Capitão Marvel.
Ela é chamada assim em honra do nome da Fawcett Comics, editora que originalmente lançava os quadrinhos do Capitão antes da DC.
Fawcett é uma cidade pequena se comparada a Metrópolis e Gotham City e quase sempre é mostrada como um local onde as vestes das pessoas e objetos parecem estar nos anos 50.